# Патрульный корабль проекта ПС-500
Патрульный корабль проекта ПС-500 — российский проект патрульного корабля, разработанный «Северным проектно-конструкторским бюро». Корабль предназначен для поиска и уничтожения подводных лодок, охраны кораблей, судов и коммуникаций от боевых кораблей и катеров противника, сопровождения, защиты и огневой поддержки десанта в ближней морской зоне, патрульно-пограничной службы по охране территориальных вод и исключительной экономической зоны.

## История строительства и службы
Корабль ПС-500 построен в рамках российско-вьетнамского проекта по программе KBO 2000. Контракт на лицензионное производство кораблей был подписан в 1996 году. Первый корабль был построен на верфи в Хошимине при технической поддержке РФ (российская сторона поставила оборудование, узлы и агрегаты). Корабль был спущен на воду в 1999 году. Его передача ВМС Вьетнама состоялась в 2001 году. После поставки первого корабля серии, проект ПС-500 был свернут в связи с переориентацией на закупку значительного количества ракетных катеров проекта 1241.8 «Молния», в большей мере отвечающих требования вьетнамского флота.
Единственный корабль класса ПС-500 эксплуатируется 162-й бригадой ВМС Вьетнама (бортовой номер HQ-381).

## Вооружение
Вооружение единственного построенного корабля отличается от проектного — универсальная корабельная артустановка АК-176, 8 ПКР «Уран-Э», две зенитных 30-мм автоматических артиллерийских установки АК-630, зенитный ракетный комплекс «Игла» и два 12,7-мм пулемета.
Также предлагался другой вариант вооружения — 57-мм автоматическая артиллерийская установка А-220М, два крупнокалиберных пулемета и РБУ-6000.